# Salvinia sprucei
Salvinia sprucei là một loài dương xỉ trong họ Salviniaceae. Loài này được Kuhn mô tả khoa học đầu tiên năm 1884.